# 후미히토 친왕비 기코

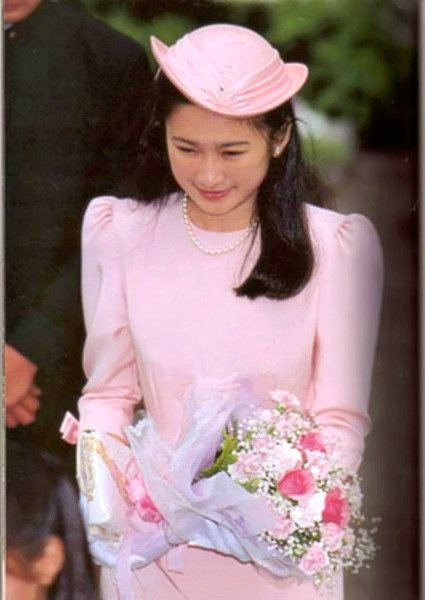
후미히토 친왕비 기코

후미히토 친왕비 기코(일본어: 文仁親王妃紀子 후미히토신노히키코[*], 1966년 9월 11일 ~ )는 일본의 황족으로, 아키히토 천황의 차남 아키시노노미야 후미히토 친왕의 비(妃)이다. 혼인 전의 이름은 가와시마 기코(川嶋紀子). 별명은 기키. 자녀는 마코(眞子), 가코(佳子), 히사히토(悠仁)로 세 명이다. 결핵예방회 총재이자 일본적십자사 명예부총재이다. 훈등 훈장은 훈1등 보관장(勲一等宝冠章). 가쿠슈인 대학 문학부 석사이다. 황실전범에서 규정하는 경칭은 전하(殿下)이며 그녀가 사용하는 도장의 문양은 부채붓꽃(檜扇菖蒲)이다.

## 결혼
아키시노노미야 후미히토 친왕과의 혼인은 쇼와 천황의 서거 이후 황실 최초의 경사로서, 후미히토가 기코에게 신호등 아래에서 신호가 바뀌는 동안 청혼을 했다는 소위 '신호등 아래의 러브스토리'의 낭만성과 맞물리며 큰 호응을 얻었다. 당시 기코는 아버지가 가쿠슈인 대학 교수였던 터라 교수용의 평범한 직원용 아파트에 살고 있었는데, 그런 이유로 매스컴은 기코를 3LDK의 프린세스(3LDKのプリンセス)라고도 불렀다.
혼인 당시 기념 프로그램의 하나로 후지 TV에서는 황실에 관해서는 드물게 1990년 '헤이세이의 신데렐라 기코 님 이야기'(平成のシンデレラ 紀子さま物語)라는 이름의 애니메이션을 만들기도 하였다.

## 가족 관계
| 사진 | 이름                         | 생일                   | 사망 | 기타                                |
| ---- | ---------------------------- | ---------------------- | ---- | ----------------------------------- |
|      | 고무로 마코                  | 1991년 10월 23일(33세) | 생존 | 레스터 대학교 박물관학 석사         |
|      | 아키시노노미야 가코 내친왕   | 1994년 12월 29일(30세) | 생존 | 국제 기독교 대학 학사               |
|      | 아키시노노미야 히사히토 친왕 | 2006년 9월 6일(18세)   | 생존 | 국립 츠쿠바 대학 부설 고등학교 재학 |

## 같이 보기
- 일본 천황